# Condado de Hornachuelos
El condado de Hornachuelos es un título nobiliario español creado por el rey Felipe IV el 21 de julio de 1640 a favor de Alonso Antonio de Hoces y Hoces. Previo a este título se le había concedido al mismo titular el 9 de junio de 1640, con la denominación de "Vizcondado de Algeciras de Hornachuelos", en atención a la admiración y agradecimiento del rey, a la hazaña de su padre en la batalla naval de las Dunas en 1639, Lope de Hoces, caballero de la Orden de Santiago desde 1621, casado con su sobrina doña María Aldonza de Hoces y Cárcamo, hija de su hermano Pedro de Hoces, señor de la Albaida, caballero de la Orden de Calatrava, y de Aldonza de Cárcamo y Haro, como consta en la Real Cédula del 21 de julio de 1640.
Su nombre se refiere al municipio andaluz de Hornachuelos, en la provincia de Córdoba.

## Condes de Hornachuelos
- Alonso Antonio de Hoces y Hoces, I conde de Hornachuelos y II señor de Hornachuelos, hijo de Lope de Hoces de los Consejos de Guerra e Indias de Felipe IV, I señor de Hornachuelos (jurisdicción, señorío de la villa y alcaidía del castillo) por escritura del 7 de agosto de 1637, General de la Flota, Almirante General y Gobernador de la Armada del Océano (fallecido en acto de servicio en el galeón Santa Teresa, en la batalla naval de las Dunas en 1639).[2]

Se casó con María Aldonza de Hoces y Haro, su sobrina, sin dejar sucesión. Heredó su hermana:
- María Magdalena de Hoces y Córdova (m. 1669), II condesa de Hornachuelos.

Casó con Pedro de Hoces y Aguayo, señor de la Albaida, comendador de Villafranca. Sucedió su hijo.
- Lope de Hoces y Hoces, III conde de Hornachuelos.[2]

Casó con Ana Manuel de Landó. Le sucedió su hijo:
- Pedro de Hoces y Manuel de Landó, IV conde de Hornachuelos.

Casó con Teresa Rosa de Paniagua y Escobar, hija del I marqués de Santa Cruz de Paniagua. Le sucedió su hijo:
- Lope de Hoces y Paniagua, V conde de Hornachuelos y V marqués de Santa Cruz de Paniagua.

Casó con María del Rosario de Hoces y Venegas, su prima, señora de las Harinas y de la Albaida. Le sucedió su hijo:
- José de Hoces y Hoces, VI conde de Hornachuelos y señor de la Albaida,[2] de las Grañeras y de Villajimena.

Casó con María Antonia Gutiérrez Ravé. Le sucedió su hijo:
- Ramón de Hoces y Gutiérrez-Ravé, VII conde de Hornachuelos, sin sucesión.[2] Hereda su hermano:

- Antonio de Hoces y Gutiérrez-Ravé, VIII conde de Hornachuelos, marqués de Santa Cruz de Paniagua y señor de la Albaida.

Contrajo matrimonio con Ana González de Canales y Muñoz-Cobo. Sucedió su hijo:
- José Ramón de Hoces y González de Canales (Villa del Río en 1825-4 de octubre de 1895) IX conde de Hornachuelos, I duque de Hornachuelos con grandeza de España (concedido el 18 de noviembre de 1868), marqués de Santa Cruz de Paniagua y señor de Albaida.[2]

Casó, en primeras nupcias, con Genoveva Fernández de Córdoba y Pulido, padres de Genoveva de Hoces y Fernández de Córdoba, VII duquesa de Almodóvar del Río, grande de España. Contrajo un segundo matrimonio con María del Buen Consejo Losada Fernández de Liencres, con descendencia. Distribuyó sus títulos entre sus hijos: para el primogénito, José Ramón de Hoces y Losada, el ducado de Hornachuelos; para el segundo hijo varón, Lope de Hoces y Losada, el condado de Hornachuelos; y para el tercer hijo, Antonio de Hoces y Losada, el marquesado de Santa Cruz de Paniagua.
- Lope de Hoces y Losada, X conde de Hornachuelos.[4]

Casó con Paz Olalla y Casasola. Le sucedió su hijo:
- José de Hoces y Olalla, XI conde de Hornachuelos.[4]

Sin descendencia, le sucedió en el condado su hermano:
- Lope de Hoces y Olalla, XII conde de Hornachuelos.[4]

Casó con María del Buen Consejo Fernández de Mesa y Hoces. Le sucedió su hijo.
- Lope de Hoces y Fernández de Mesa, XIII conde de Hornachuelos.[4][5]

Casado en primeras nupcias con María del Pilar Rodríguez Ortega y en segundas nupcias, con María de la Cruz Aguayo Bernier, con sucesión.